# Crimée
Crimée – stacja linii 7 metra w Paryżu, położona w 19. dzielnicy.

## Stacja
Stacja została otwarta w 1910 roku.
Nazwa stacji pochodzi od pobliskiej ulicy Rue de Crimée. Nazwa samej ulicy upamiętnia wojnę krymską, toczącą się w latach 1855-1856 na Półwyspie Krymskim pomiędzy Imperium Rosyjskim a imperium osmańskim i jego sprzymierzeńcami. Konflikt zakończył się pokojem w Paryżu w 1856.
Wejście na stację, zaprojektowane w 1900 roku przez Hectora Guimarda, jest od 29 maja 1978 wpisane na listę zabytków.

## Przesiadki
Stacja umożliwia przesiadki na autobusy dzienne RATP i nocne Noctilien.

## Otoczenie
- sztuczny zbiornik wodny Bassin de la Villette
- kanał Ourcq
- dzielnica handlowa wzdłuż Avenue de Flandre
- teatr Théâtre des Artisans
- szkoła aktorska Cours Florent